# Arcotheres
Genre
Arcotheres est un genre de crabes de la famille des Pinnotheridae, il est composé de 20 espèces symbiotes de bivalves.

## Espèces
- Arcotheres alcocki (Rathbun, 1909)
- Arcotheres arcophilus (Bürger, 1895)
- Arcotheres coarctatus (Bürger, 1895)
- Arcotheres exiguus (Bürger, 1895)
- Arcotheres guinotae Campos, 2001
- Arcotheres latifrons (Bürger, 1895)
- Arcotheres latus (Bürger, 1895)
- Arcotheres modiolicola (Bürger, 1895)
- Arcotheres nudifrons (Bürger, 1895)
- Arcotheres palaensis (Bürger, 1895)
- Arcotheres pernicola (Bürger, 1895)
- Arcotheres placunae (Hornell & Southwell, 1909)
- Arcotheres rayi Ahyong & Ng, 2007
- Arcotheres rombifer (Bürger, 1895)
- Arcotheres rotundatus (Bürger, 1895)
- Arcotheres similis (Bürger, 1895)
- Arcotheres sinensis (Shen, 1932)
- Arcotheres spinadactylus (Gordon, 1936)
- Arcotheres tivelae (Gordon, 1936)
- Arcotheres winckworthi (Gordon, 1936)